# Organe
Cet article possède un paronyme, voir Horgan.
 (novembre 2008).
Si vous disposez d'ouvrages ou d'articles de référence ou si vous connaissez des sites web de qualité traitant du thème abordé ici, merci de compléter l'article en donnant les références utiles à sa vérifiabilité et en les liant à la section « Notes et références ».
 (avril 2020).

Exemple de représentation anatomique d'un organe (le cœur, organe vital, creux et unique) ; cet organe musculaire bat plus de 100000 fois par jour, pompant ainsi quotidiennement près de 8000 litres de sang.

Un organe est un groupe de tissus collaborant à une même fonction physiologique. Certains organes assurent simultanément ou alternativement plusieurs fonctions, mais dans ce cas, chaque fonction est généralement assurée par un sous-ensemble de cellules.
Le niveau d'organisation supérieur à l'organe sont les appareils et les systèmes, qui remplissent un ensemble de fonctions complémentaires. Le niveau d'organisation inférieur à l'organe est le tissu.
L'étude des organes relève de l'anatomie, qui fait partie du domaine de la biologie.
Les organes peuvent être décrits par des planches anatomiques, des préparations anatomiques, des représentations en cire ou des modèles informatiques.

## Sémantique
Le mot organe vient du latin organum « instrument », lui-même emprunté au grec ancien ὄργανον / órganon, « outil, organe du corps ».
Dans le domaine de la recherche médicale et de la chirurgie reconstructrice, on parle aussi [réf. nécessaire]:
- d'organes artificiels (exemple : cœur artificiel) ;
- d'organes bio-artificiels, qui jouent le rôle de microcosme, par exemple pour l'évaluation toxicologiques de produits, en alternative à l'expérimentation animale (alternatives demandées en Europe par la directive REACH). 
Ils évoluent parfois vers des systèmes de tests miniaturisés, avec par exemple des cellules fixées sur une puce électronique qui réagissent à des toxiques ou médicaments, éventuellement dilués dans un fluide circulant. En France, l'INERIS, avec l'UTC produit des modèles mathématiques pour évaluer la cinétique et les effets des contaminants in vivo à partir de ce type de puces et d'organes bio-artificiels. 
À titre d'exemple, cette approche doit aider à étudier de manière non invasive et moins coûteuse les effets toxicologiques de l'exposition chroniques à de faible dose de résidus chimiques présent dans les aliments (dont néoformés via la cuisson), pour mieux comprendre et traiter les maladies inflammatoires chroniques intestinales (MICI) ;

- sous-ensemble d'un appareillage, composé de plusieurs pièces assemblées, destiné à effectuer une opération particulière ou un travail spécifique :
  - mécanique (« transmission », organe de mécanique automobile),
  - électrique (organe de commande) interrupteur, régulateur.

### Organes internes
La communauté des microbes (« flore intestinale ») qui habitent symbiotiquement l'intestin de l'humain (environ 100 000 milliards de bactéries par être humain) ou des animaux est parfois considérée comme une sorte d'organe virtuel. [réf. nécessaire].
Le mot microbiote désigne cet organe virtuel.
Par exemple, certaines vitamines indispensables ne peuvent être fabriquées par le microbiote. Le « Metagenomics of the Human Intestinal Tract », un programme initié en 2008 pour identifier le métagénome de ces microbes a montré qu'il existe chez l'humain trois groupes de composition bactérienne intestinale spécifiques (dit entérotypes) que l'on conserve toute sa vie, et qui est caractéristique à l'individu (comme le groupe sanguin).

### Utilisation métaphorique du mot «organe»
Par extension, on parlera d'organe dans le cadre des organisations humaines (exemple : organe de presse)[réf. nécessaire].
Une pièce mécanique peut être désigné par le mot organe (exemple : organe de transmission dans un véhicule)[réf. nécessaire].

## Typologies
On classe les organes selon leurs fonctions, leur disposition et leur nombre (un organe peut appartenir à plusieurs classes)[réf. nécessaire].
Classement partiel : 
- « organes vitaux », qui sont ceux dont l'organisme ne peut se passer ou qui le mettent en danger de mort en cas de blessure ou amputation. Ce sont généralement aussi des organes internes tels que le cerveau ou des viscères ;
- organes creux (cœur ou vessie) ;
- organes multiples (ex. : ganglions lymphatiques), doubles (ex. : poumons, reins), uniques (ex. : foie, cœur, cerveau) ;
- organe lymphoïde ;
- organes génitaux (de la reproduction) ;
- organes préhensiles (mains, pieds, bec, tentacules, queue chez certains vertébrés) ;
- organes embryonnaires (par exemple, chez l'humain : les branchies ou la queue qui apparaissent puis disparaissent au cours de l’embryogenèse) et organes-reliques (comme chez l'humain le coccyx, reste d'une queue, ou l'appendice, relique de cæcum, bien que ce cas soit discuté, l'appendice pouvant avoir un rôle immunitaire).

## Évolution
Selon Ginet et Roux, les premiers organes seraient apparus chez les Plathelminthes ou vers plats. « C'est en effet avec les plathelminthes que le niveau correspondant aux organes est atteint, les précédents embranchements ne dépassaient pas le stade cellulaire ou le stade tissulaire ».

## Organes humains par région

### De latêteet ducou

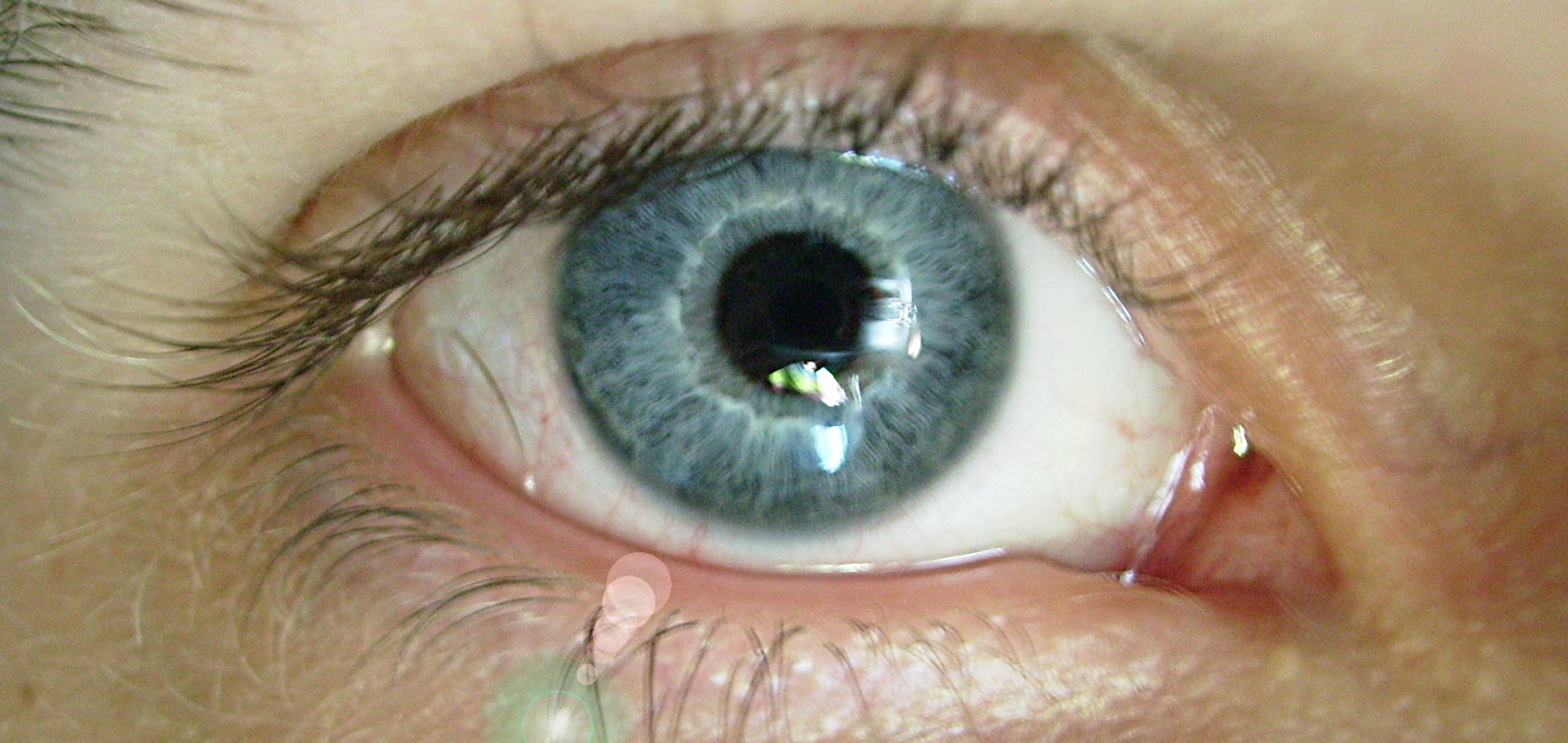
Un œil humain.

- Crâne, contenant l’encéphale (cerveau, cervelet et tronc cérébral)
- Œil, oreilles
- Langue, dents
- Cuir chevelu
- Larynx, pharynx
- Glandes salivaires
- Glande thyroïde et glandes parathyroïdes

### Région dorsaleetmoelle spinale
- Vertèbres
- Moelle spinale

### Thorax
- Seins
- Côtes
- Poumons
- Cœur
- Œsophage
- Diaphragme
- Thymus

### Abdomenetpelvis
- Estomac
- Intestins : intestin grêle (duodénum, jéjunum et iléon) et gros intestin (cæcum, côlon et rectum)
- Foie
- Vésicule biliaire
- Rate
- Pancréas
- Reins
- Glandes surrénales
- Vessie
- Sacrum
- Coccyx

#### Organes féminins du bassin
- Ovaires
- Trompe de Fallope
- Utérus
- Vagin
- Vulve
- Clitoris

#### Organes masculins du bassin
- Testicules
- Pénis
- Prostate
- Vésicules séminales

## Organes humains par fonction

### Fonctions physiologiques
- digestion ;
- goût ;
- circulation sanguine ou irrigation sanguine ;
- odorat ;
- ouïe (sens de l'audition) ;
- régulation de la glycémie ;
- respiration ;
- toucher ;
- vue ;
- régulation hormonale ;
- communication (organes des sens).

Les fonctions physiologiques sont :

### Organes d'approvisionnement
- Poumons
- Coeur

### Organes de consommation
- Cerveau
- Muscles

### Organes d'élimination
- Foie et intestins
- Reins et vessie
- Peau
- Poumons

## Organes des végétaux

### Organes d'approvisionnement et de support
- Racines
- Rhizome
- Tronc
- Tige
- Branche

### Reproduction et dissémination de la descendance
- Feuille
- Fleur
- Pistil
- Pétale
- Fruit
- Graine
- Propagule

## Niveau des organes
La structure des organismes biologiques qui constituent la biosphère peut être décomposée en plusieurs niveaux d'organisation : atomique, moléculaire, cellulaire, tissulaire, des organes, des systèmes, et enfin celui de l'organisme dans sa totalité fonctionnelle, et éventuellement de supers-organismes (essaim d'abeilles, récif corallien, etc.). Pour la description de cette structure en niveaux emboîtés, Georges Chapouthier a proposé l'utilisation du concept de mosaïque. Comme dans une mosaïque au sens artistique du terme, qui laisse à ses tesselles l'autonomie de leur couleur ou de leur forme, chaque niveau de complexité du vivant intègre les niveaux inférieurs comme des parties, en leur laissant une autonomie de fonctionnement.
L'étude scientifique du vivant se fait par des recherches sur les éléments de chacun de ces niveaux, puis par la compréhension des interactions entre ces différents niveaux (voir l'article « Méthode scientifique »)[réf. nécessaire].
L'étude du niveau des organes permet de comprendre la structure, la fonction et le fonctionnement des organes, qui constituent les différents systèmes fonctionnels de l'organisme (système nerveux, système digestif, système immunitaire…)[réf. nécessaire].